# 卡洛斯·利亚瓦多
卡洛斯·利亚瓦多·费尔南德斯（西班牙語：Carlos Llavador Fernández，1992年4月26日—），西班牙男子击剑运动员，2015年欧洲锦标赛男子花剑个人铜牌得主、2018年世界锦标赛男子花剑个人铜牌得主、2025年欧洲锦标赛男子花剑个人铜牌得主。